# Universidad de Guyana

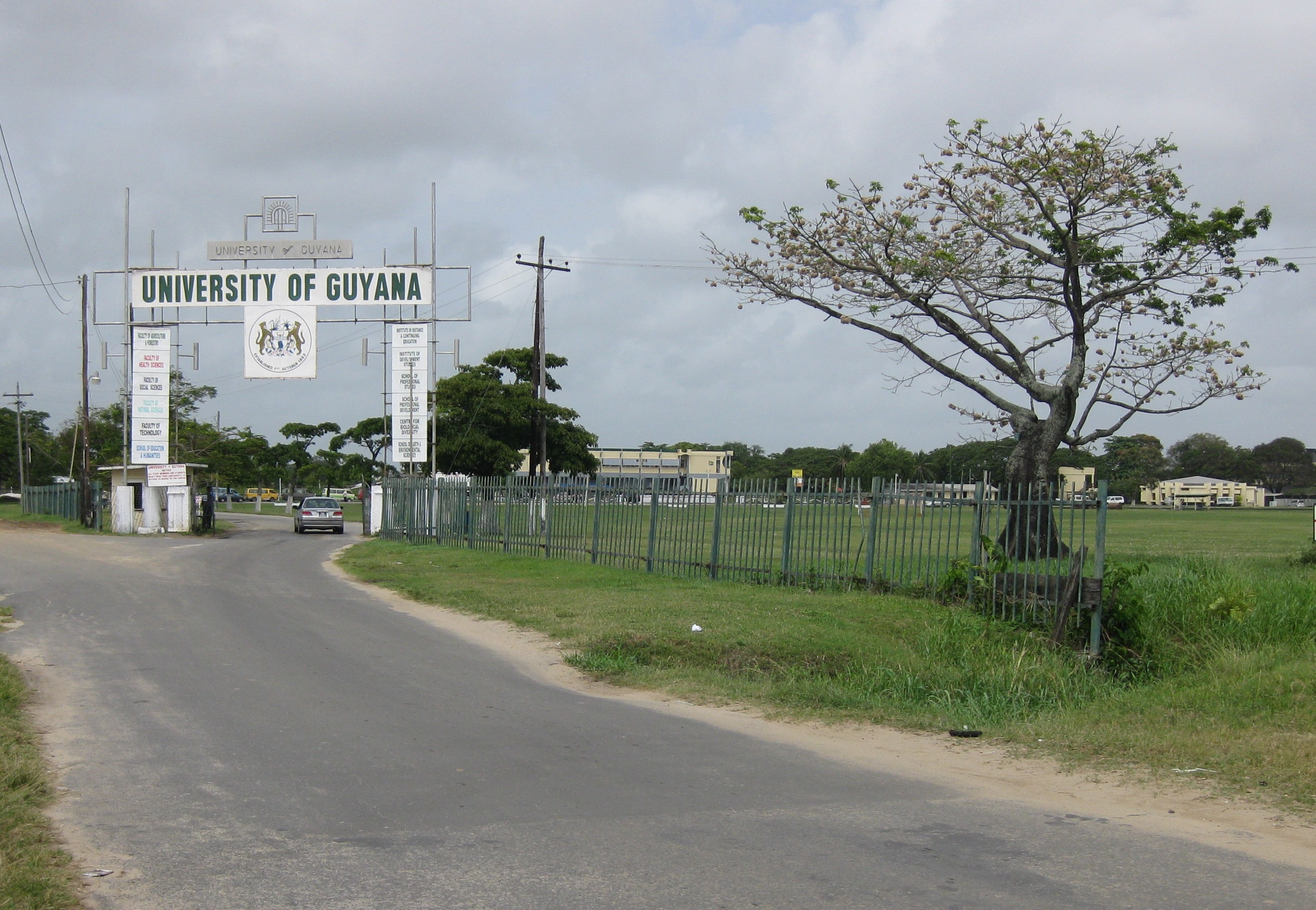
Entrada a la Universidad de Guyana

La Universidad de Guyana, en Georgetown, Guyana es una universidad pública fundada en 1963 por el gobierno guyanés.

## Historia
Cheddi Jagan, el entonces premier de la Guyana Británica consideró que la Universidad de las Indias Occidentales, a la cual su gobierno había contribuido desde 1948, no alcanzaba la demanda de sus compatriotas para la educación superior. El 4 de enero de 1962, Jagan le escribió a Harold Drayton, en ese entonces en Ghana, para pedirle que busque el consejo de W.E.B. DuBois en la fundación de una nueva universidad.
Drayton regresó a la Guyana Británica en diciembre de 1962, y fue debido a su consejo que Jagan escribió a estudiosos socialistas en el Reino Unido y los Estados Unidos, incluyendo a Joan Robinson de la Universidad de Cambridge, Paul Baran de la Universidad de Stanford y Lancelot Hogben de la Universidad de Birmingham con la finalidad de involucrarlos en el reclutamiento de personal.
La universidad fue fundada en los terrenos del Queen's College a finales de 1963. Su primer canciller fue Edgar Mortimer Duke y su primer director y vicecanciller fue el biologista y matemático británico, Lancelot Hogben.

## Organización y estructura
La universidad está dividida en 7 facultades:
- Facultad de Artes
- Facultad de Ciencias Naturales
- Facultad de Ciencias Sociales
- Facultad de Educación y Humanidades
- Facultad de Ciencias de la Salud
- Facultad de Tecnología
- Facultad de Agricultura y Silvicultura

De manera adicional a las facultades, también contiene al Instituto de distancia y educación continua.

## Personas destacadas

### Exalumnos
- Mahadai Das, escritora guyanesa
- M. Jamal Deen, FRSC FCAE FINAE, profesor y Senior de la cátedra de Investigación de Canadá, en la Universidad de Mcmaster, en Canadá
- Odeen Ishmael, embajador de Guyana en Venezuela, anteriormente embajador de Guyana en los Estados Unidos y en la Organización de Estados Americanos
- Denis Williams, Pintor y arqueólogo guyanés

### Profesorado y administradores
- Joyce Sparer Adler, crítico, dramaturgo y profesor de nacionalidad estadounidense, así como también profesor fundador de la universidad en 1963
- Joel Benjamin, ex-bibliotecario y archivista de la universidad
- Derek Bickerton, exprofesor, ahora Profesor Emérito de Lenguas en el University of Hawai'i, Honolulu
- Janette Bulkan, profesora guyanesa y activista de los derechos humanos internacionales del medio ambiente; profesora visitante de la Universidad de Colby
- Harold Drayton, Aconsejador clave para Jagan en la labor de la fundación de la universidad; científico guyanés, exdirector y profesor de biología.
- Michael Gilkes, escritor y académico guyanés
- Stanley Greaves, pintor guyanés, exjefe de las Artes Creativas en la universidad
- Richard Hart, abogado y político jamaiquino
- Lancelot Hogben, zoologista y genetista británico
- Abdur Rahman Slade Hopkinson, de nacionalidad guyanesa, escritor y profesor en la universidad (1966-1968)
- Basdeo Mangru, historiador guyanés; actual profesor de la Universidad de Nueva York
- Ali Mazrui académico de estudios africanos e islámicos
- Dr. Mark Pelling, Lector en Geografía Humana, del King's College en Londres
- Clem Seecharan, escritor guyanés
- Bertrand Ramcharan, actual canciller de la universidad
- Shridath Ramphal, exministro de Relaciones Exteriores de Guyana (1972-1975) y el segundo secretario general de la Mancomunidad de Naciones (1975-1990)
- Walter Rodney, Escritor y teórico de la política Pan-Africana.
- Rupert Roopnaraine, escritor, político y académico guyanés
- Dr. Joycelyn Loncke, lingüista guyanesa, profesora del idioma francés